# دانیل له رو
دانیل له رو (انگلیسی: Daniel Le Roux؛ زادهٔ ۲۵ نوامبر ۱۹۳۳) بازیکن فوتبال اهل آفریقای جنوبی است.
از باشگاه‌هایی که در آن بازی کرده‌است می‌توان به باشگاه فوتبال آرسنال اشاره کرد.
وی همچنین در تیم ملی فوتبال آفریقای جنوبی بازی کرده‌است.